# Sofia Rali
Sofia Rali (gr. Σοφία Ράλλη, Sofía Rállī; ur. 4 marca 1988 w Nausie) – grecka narciarka alpejska, sędzia piłki ręcznej.
21 stycznia 2007 w Cortinie d’Ampezzo zadebiutowała w zawodach Pucharu Świata. Uczestniczka Zimowych Igrzysk Olimpijskich w Vancouver (2010), igrzysk w Soczi (2014), a także mistrzostw świata w 2009, 2011 i 2013.
Międzynarodowym sędzią piłki ręcznej jest od 2011 roku, sędziuje wraz z siostrą bliźniaczką, Christiną.